# Batueta similis
Batueta similis là một loài nhện trong họ Linyphiidae.
Loài này thuộc chi Batueta. Batueta similis được Jörg Wunderlich & Da-xiang Song miêu tả năm 1995.